# Dentilymnia tristictica
Dentilymnia tristictica là một loài bướm đêm trong họ Noctuidae.